# 200. п. н. е.

## Догађаји
- Почетак владавине Хан династије у Кинеском царству
- Грчки историчар Антипатре Сидонски, саставља листу 7 светских чуда
- Почиње Други македонско-римски рат (завршава 196. п. н. е.)
- Прво будистичко краљевство на Сри Ланки (Цејлон)